# Boliniaceae
Boliniaceae es una familia de hongos en el orden Boliniales. La familia contiene siete géneros y 40 especies.